# Venule
Een venule (mv. venulen of venules) is een klein bloedvat in de microcirculatie dat ervoor zorgt dat zuurstofarm bloed van de haarvaten zich kan verzamelen richting de aderen. Venulen zijn 80 tot 100 μm in doorsnede en vormen zich op de plaats waar haarvaten samenkomen.
De venulen zelf vormen op hun beurt de aderen.

## Structuur
De wanden van de venulen bestaan uit 3 lagen: de binnenste bestaat uit endotheel: platte endotheelcellen, die als membraan werken.
De tweede laag bestaat uit spier- en elastisch bindweefsel; de buitenste laag bestaat uit fibreus bindweefsel. De middelste laag is erg dun in vergelijking met die van een arteriole. Dit maakt venulen poreus zodat vloeistof en cellen gemakkelijk de wand kunnen passeren.
Hoogendotheliale venulen zijn een bijzonder soort venule, die, in tegenstelling tot normale venulen, een endotheel hebben van kubusvormige cellen. Door deze venulen kunnen lymfocyten bij een infectie vanuit de bloedbaan de weefsels binnendringen en daarna de lymfeklieren weer binnengaan.